# Justicia leucodermis
Justicia leucodermis är en akantusväxtart som beskrevs av Schinz. Justicia leucodermis ingår i släktet Justicia och familjen akantusväxter. Inga underarter finns listade i Catalogue of Life.